# Et hus af glas
Et hus af glas er en kortfilm instrueret af Jonas Poher Rasmussen, der har skrevet manuskript sammen med Egil Dennerline.

## Handling
Jo mere tid der går, jo sværere bliver det for Peter at fortælle sin kæreste, Sara, om den mørke hemmelighed han bærer rundt på. Men da Peter og Sara møder en mystisk mand i supermarkedet, begynder Peters fortid langsomt at komme frem i lyset. Peter bliver tvunget til at træffe et valg: Skal man gemme sine spøgelser væk, eller skal man åbne og fortælle sandheden?